# 鳥取市立賀露小学校
鳥取市立賀露小学校（とっとりしりつ かろしょうがっこう）は、鳥取県鳥取市賀露町にある公立小学校。

## 概要
校舎は鳥取市の北部に位置し、周辺は漁港や大型ショッピングモールなどがある。
現在の校舎は1991年（平成3年）12月に新築移転されたものである。それまでは校舎の老朽化、狭隘な体育館、グラウンドやプールが遠く離れているなどの悪条件から1985年（昭和60年）頃から移転の声が上がっていた。

## 沿革
甲校・乙校
- 1873年（明治6年）5月8日 - 

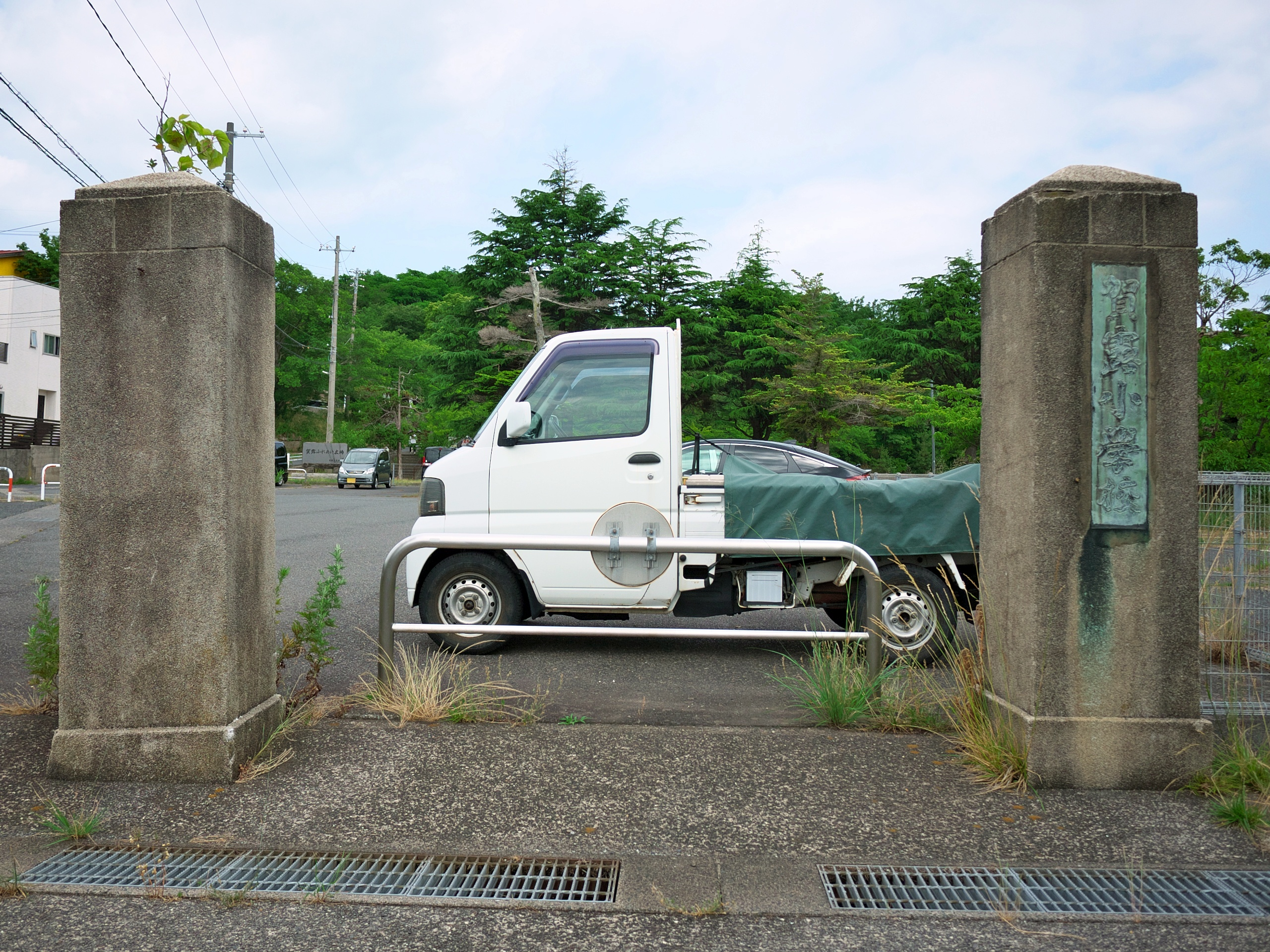
1991年までの旧校地

  - 寺子屋教育の場であった東善寺庫裏に第四大学区第二中学区第二十四番賀露小学（甲校）を創立。校区は賀露村のうち字切戸・字小路・上小路、および南隈村・晩稲村。
  - 賀露神社宮司岡村喜保の家屋内に同第三十五番賀露小学（乙校）を創立。校区は賀露村のうち字下小路・港ノ一・港ノ二・港ノ三（現在の三・四・五・六区）。

賀露甲学校・賀露乙学校
- 1875年（明治8年）4月 - 甲校を第四大学区第十六中学区第四番賀露甲学校、乙校を同第七番賀露乙学校に改める。

賀露小学校
- 1876年（明治9年）3月 - 賀露乙学校を廃止し甲学校に合併、第四大学区第十九中学区第二十二番賀露小学校と改称。
- 1879年（明治12年）2月 - 賀露村字中小路1019番地に新築。同年、開校以来初めて5名（男子2名、女子3名）が卒業した。
- 1879年（明治12年）7月16日 - 南隈村・晩稲村を校区より分離。2村はその後安長小学校（後の千代水小学校）区となる。

島根県賀露小学校
- 1880年（明治13年）7月2日 - 布達により島根県[2]因幡国高草郡賀露村賀露小学校と改称。
- 1880年（明治13年）12月27日 - 字港ノ二、582番地に分教場を設置するも、学習に不便であったため1882年（明治15年）廃場となる。

賀露尋常小学校
- 1887年（明治20年）1月31日 - 高草郡第三尋常小学校と改称。
- 1887年（明治20年）2月12日 - 賀露簡易小学校が併置される。
- 1887年（明治20年）3月25日 - 鳥取県第三尋常小学区賀露尋常小学校と改称。
- 1896年（明治29年）10月1日 - 気高郡賀露村立賀露尋常小学校と改称。
- 1899年（明治32年）8月18日 - 勅令をもって公立賀露尋常小学校と改称。

賀露尋常高等小学校
- 1906年（明治39年）12月7日 - 高等小学校を設置。
- 1909年（明治42年）8月 - 高等小学校を合併し、賀露尋常高等小学校と改称。
- 1911年（明治44年）8月15日 - 新校地（1991年移転までの所在地）に校舎を建築落成。
- 1937年（昭和12年）2月15日 - 賀露村が鳥取市と合併し、鳥取市賀露尋常高等小学校と改称。

賀露国民学校
- 1941年（昭和16年）4月1日 - 国民学校令により鳥取市賀露国民学校と改称。
- 1944年（昭和19年） - 校舎は陸軍航空隊の宿舎となる。高等科の児童は鳥取駅や鳥取造船所に動員、初等科児童の大半は田畑で米や芋作りに、海辺で塩作りに励んだ。

鳥取市立賀露小学校（旧校舎）
- 1947年（昭和22年）4月1日 - 学制改革により鳥取市立賀露小学校と改称。
- 1949年（昭和24年）3月10日 - 学校簡易水道設置。
- 1956年（昭和31年）6月5日 - 体育館新築。
- 1958年（昭和33年）11月3日 - 校歌制定。
- 1961年（昭和36年）5月17日 - 鉄筋コンクリート3階建校舎9教室（第一期工事）新築。
- 1963年（昭和38年）3月31日 - 6教室・便所（第二期工事）新築。
- 1964年（昭和39年）2月1日 - 管理棟・理科室（第三期工事）新築。これにより装いを新たにした小学校鉄筋校舎が完成した。
- 1968年（昭和43年）4月1日 - 校区改正により、南隈・晩稲が本校の通学区域に変更。
- 1973年（昭和48年）5月 - 賀露小学校創立100周年記念式典挙行。
- 1988年（昭和63年） - 校訓の設定。
- 1990年（平成2年）11月20日 - 賀露小学校全面移転事業起工式。

鳥取市立賀露小学校（現校舎）
- 1991年（平成3年）12月24日 - 新校舎へ移転。翌日から新校舎への登校開始。
- 1992年（平成4年）5月30日 - 校舎移転新築竣工記念式挙行。
- 2000年（平成12年）11月24日 - アスレチック風車広場竣工式。

（参考文献：）

## 校歌
校歌を求める声は以前からあったが、1958年（昭和33年）着任の校長により実現した。歌詞は一般に広く呼びかけたものを鳥取大学学芸学部・川口義克助教授（昭和初期に当校で勤務）が補選し、同大学小泉恵助教授が作曲した。そして同年11月3日の文化の日に合わせて発表された。

## 校章・校旗
賀露の港を表す錨のデザインが採用されているが、制定日やデザイン者は不明である。小学校に残っている写真から判断すると、1911年（明治44年）の校舎新築から1923年（大正12年）の正面玄関増築の間に制作されたと思われる。

## 通学区域
- 晩稲、賀露町、賀露町北一丁目、賀露町北二丁目、賀露町北三丁目、賀露町北四丁目、賀露町西一丁目、賀露町西二丁目、賀露町西三丁目、賀露町西四丁目、賀露町南一丁目、賀露町南二丁目、賀露町南三丁目、賀露町南四丁目、賀露町南五丁目、賀露町南六丁目、湖山町北六丁目の一部、湖山町東三丁目の一部、千代水二丁目の一部、千代水三丁目の一部、千代水四丁目の一部、港町、南隈[4]

## 進学先中学校
- 鳥取市立湖東中学校

## 交通アクセス
- JR山陰本線 鳥取駅より、
  - 鳥取駅バスターミナル:日ノ丸バス賀露循環線（路線番号：48・49）「賀露小前」バス停下車。

## 校区内の主な施設
- 鳥取港
  - 鳥取港海友館
- 鳥取・賀露みなとオアシス
  - とっとり賀露かにっこ館
  - 海鮮市場かろいち
- イオンモール鳥取北
- 鳥取トリニティモール

## 著名な出身者
- 深澤義彦（政治家・鳥取市長）
- 米濱和英（リンガーハット創業者）[5]